# 進軍の歌
『進軍の歌』（しんぐんのうた）は、1937年（昭和12年）にコロムビアレコードから発売された軍歌。
B面に収録された「露営の歌」が人気を得たこともあり、レコードは6か月で60万枚以上の売り上げを記録した。

## 背景
1937年7月に日中戦争が勃発したことにより、東京日日新聞社と大阪毎日新聞社は合同で戦意高揚歌『進軍の歌』の歌詞を募集した。
これを北原白秋、菊池寛、秦彦三郎の3人が選考し、最終的に大蔵省に勤務する本田信寿の歌詞が一等となり、これに陸軍戸山学校軍楽隊隊長・辻順治が曲をつけ発表されたのが本曲である。
発売後は、選考で2等当選となりB面に吹き込まれていた『露営の歌』（薮内喜一郎作詞、古関裕而作曲）の方が流行し、本曲はその陰に埋もれてしまった。

## 映画『進軍の歌』
軍歌『進軍の歌』の発売と同年の1937年に公開された佐々木康監督による映画作品。
主題歌に同曲を用いて主人公・安藤俊作の出征を描く戦意高揚映画であり、松竹最初の国策軍事映画でもあった。

### ストーリー
紡績工場の職工・安藤俊作（佐分利信）はストライキを首謀した罪で警察署で拘留されていた。そんな彼にも召集令状が届き、署長（奈良真養）に説得された俊作は出征することを決意する。同じころ、俊作の工場の専務で幼馴染の遠山次郎（広瀬徹）も出征することになり、次郎は自身の送別会に俊作を誘うが、ブルジョワ嫌いの俊作は頑なに拒む。結局俊作は来ないものの送別会は盛り上がっていたが、次郎に惚れていた芸者・お雪（桑野通子）は「指先だけでもけがしちゃいや」と次郎に言ってしまい、席を凍らせてしまう。
出征した俊作と次郎は同じ部隊に配属されたが、溝は埋まらないままであった。そんな中２人はある戦場で伝令として敵地の突破を命令される。敵の堅固な陣地を前に苦境に陥ってしまった2人だったが、共に砲火をくぐった事でわだかまりを捨てた俊作が囮となったことで、次郎は任務を成功させた。しかし俊作は重傷を負い野戦病院に運び込まれており、駆けつけた次郎に今までの頑固な態度を謝罪するとそのまま息を引き取った。
その後、第一線に戻ることなった次郎は、従軍看護婦に志願し野戦病院で働いていたお雪に「無事に帰ってきたらアイスクリームを食べよう」と約束し、別れを告げる。『進軍の歌』とともに隊列を組んで戦地へ赴く次郎を、お雪は泣きそうな顔を隠し、精一杯の笑顔で見送るのだった。

### スタッフ
- 監督：佐々木康
- 原作：岩崎栄
- 脚色：斎藤良輔
- 撮影：野村昊
- 録音：土橋武夫、西山整司
- 美術：周襄吉
- 音楽指揮：万城目正
- 補助：山田宗治郎
- 独唱：伊藤久雄
- 擬音効果：斎藤六三郎
- 演奏：松竹大船楽団
- 監修：鈴川家潤
- 全援助：同盟通信社映画部

### キャスト
- 安藤俊作：佐分利信
- お千代：川崎弘子
- 遠山次郎：廣瀬徹
- お雪：桑野通子
- 政与：水戸光子
- 塩瀬：河村黎吉
- 署長：奈良真養
- 老職工：野寺正一
- 吉田部隊長：宮島健二
- 兵士A：阿部功
- 兵士B：富士健治
- 兵士C：香椎三郎
- 兵士D：水原弘志
- 兵士E：津村準
- 次郎の友：楠篤也
- 半玉：水島秀子

### DVD化
2015年に松竹の「幻の戦争映画選」シリーズからDVD化された。